# Alexandre Wattin
Alexandre Wattin (* 19. August 1959 in Brühl) ist ein deutsch-französischer Diplomat, Reserveoffizier und Autor. Er bekleidet einen Dienstgrad sowohl in den französischen als auch in den deutschen Streitkräften.

## Leben

### Militärischer Werdegang

#### Forces armées françaises
Wattin wurde als Sohn eines französischen Fremdenlegionärs (Unteroffizier) und einer deutschen Frau geboren. Im Alter von siebzehn Jahren (1976) trat er in das französische Heer ein und wurde an der Unteroffizierschule École nationale des sous-officiers d'active in Saint-Maixent-l’École ausgebildet. Er wurde zunächst in der Fernmeldetruppe und bei der Flugabwehr eingesetzt und diente dann in verschiedenen Verwendungen u. a. in Frankreich, Deutschland und auf dem afrikanischen Kontinent (so während der französischen Militärmission „Épervier“ im Tschad). Zuletzt war er bis 1995 beim 42e régiment de transmissions in Achern stationiert.
Nach achtzehn Jahren aktiven Dienstes durchlief er die Heeresoffizierschule École Spéciale Militaire de Saint-Cyr. 2008 wechselte der in der Bürgerreserve (Réserve citoyenne) dienende Wattin vom Heer zu den französischen Luftstreitkräften. Seitdem wird der Major der Reserve auf dem Militärflugplatz Mont-de-Marsan eingesetzt.

#### Bundeswehr
2008 erhielt er auch die deutsche Staatsbürgerschaft. Man verlieh ihm 2012 den vorläufigen Dienstgrad eines Majors der Reserve der deutschen Luftwaffe und setzte ihn als Verbindungsoffizier Zivil-Militärische Zusammenarbeit Inland Streitkräfte im Landeskommando Rheinland-Pfalz in Mainz ein.

### Akademischer und Zivil-Beruflicher Werdegang
Von 1995 bis 1997 ließ er sich an der École Franco-Allemande de Commerce et d'Industrie (EFACI) ausbilden und war Trainee bei Mercedes-Benz in Paris. Er studierte Öffentliche Verwaltung (Licence d'administration publique) am Institut de préparation à l'administration générale in Amiens und Politikwissenschaft am Institut d'études politiques de Lille. Er erlangte postgraduale Diplombschlüsse in Diplomatie und Internationalen Beziehungen in Paris. 2002 erwarb er ein Diplôme d'études approfondies (DEA) am Institut d'études européennes (IEE) der Universität Paris VIII. Er bildete sich weiterhin u. a. bei der Société nationale des ingénieurs professionnels de France in Marseille und am Institut régional d'administration in Metz fort. Seit 2014 absolviert er ein Public-Management-Studium (Master 2) am General Administration Preparatory Institute (IPAG) der Universität Straßburg.
Von 1999 bis 2003 war er als persönlicher Referent des deutsch-französischen Koordinators im französischen Außenministerium in Paris eingesetzt. Danach war er von 2003 bis 2006 für das Protokoll und die Zivil-Militärische Zusammenarbeit im französischen Generalkonsulat in Frankfurt am Main tätig. Gleichzeitig war er Referent beim Bundessprachenamt in Wiesbaden und an der Fachhochschule des Bundes für öffentliche Verwaltung in Mannheim. 2008 kam er erneut an das Außenministerium in Paris, zuständig für das Konsularwesen, bis er 2011 als Rechtsexperte zum französischen Verteidigungsministerium wechselte.

### Deutsch-Französische Beziehungen
Er ist Mitinitiator eines deutsch-französischen Preises der französischen Gelehrtengesellschaft Académie des sciences morales et politiques. Zudem ist Wattin seit 2001 Präsident des Observatoire des Relations franco-allemandes pour la Construction Européenne (ORFACE) in Chelles, seit 2008 Präsident des Cercles Des Amis Et Anciens Du Dét. Hawk Epervier in Chelles und seit 2011 Vizepräsident des Bundessenates Wirtschaft und Technologie des Wirtschaftskomitees Deutschland in Berlin.
Er ist Autor mehrerer Aufsätze und Bücher zu den Deutsch-französischen Beziehungen, die in beiden Sprachen erschienen sind.

## Familie
Wattin ist verheiratet und Vater von zwei Kindern. Er lebt in Chelles im Département Seine-et-Marne.

## Auszeichnungen
- Ritter der Ehrenlegion
- Bundesverdienstkreuz am Bande
- Ehrenkreuz der Bundeswehr in Silber

## Schriften (Auswahl)
- Les 1001 raisons d'apprendre l'allemand. Le management franco-allemand. Des opportunités insoupçonnées. Mit einem Vorwort von Kurt Beck, Harmattan, Paris 2002, ISBN 978-2-7475-2854-2.
- Die deutsch-französischen Gipfeltreffen im Zeitraum 1991–2002. Mit einem Vorwort von Karl-Heinz Bender, Europa-Union-Verlag, Bonn 2003, ISBN 3-7713-0615-9.
- La coopération franco-allemande en matière de défense et de sécurité. Harmattan, Paris 2004, ISBN 978-2-7475-6223-2.